# 人·鬼·情
《人·鬼·情》是1987年上映的中国剧情片，由上海电影制片厂出品，黄蜀芹执导，李保田、徐守莉、姬麒麟等主演。该片被称为中国女性电影的奠基之作。